# Unité pour malades difficiles
Pour les articles homonymes, voir UMD.
Les unités pour malades difficiles (UMD) sont, en France, des services hospitaliers psychiatriques spécialisés dans le traitement des malades mentaux présentant un danger pour eux-mêmes ou pour autrui.

## Liste et démographie
On compte actuellement 10 UMD, toutes situées en France métropolitaine et accueillant actuellement un total d'environ 530 patients dont 40 femmes (Pour ces dernières uniquement dans les UMD de Villejuif, Montfavet, Le Vinatier, Sarreguemines). Une unité femme a depuis été ouverte en 2021 à Sarreguemines.
Ces unités sont :
- UMD Henri Colin de l'établissement public de santé Paul-Guiraud, à Villejuif dans le Val-de-Marne, créée en 1910 et ouverte aux femmes en 1933.
- UMD du centre hospitalier Montfavet Avignon dans le Vaucluse, créée en 1947.
- UMD du centre hospitalier spécialisé de Sarreguemines en Moselle, ouverte en 1957, plus importante structure de ce type en France (2021).
- UMD de Cadillac en Gironde, ouverte en 1963[2].
- UMD du centre hospitalier de Plouguernével dans les Côtes-d'Armor, ouverte en 2008[3],[4],[5].
- UMD du centre hospitalier du Pays d'Eygurande (commune de Monestier-Merlines) en Corrèze, ouverte en 2011[6].
- UMD du centre hospitalier Le Vinatier à Bron dans la métropole de Lyon, ouverte en décembre 2011.
- UMD de Châlons-en-Champagne dans la Marne, ouverte en janvier 2012, inaugurée en décembre 2011. La seconde unité, quant à elle, s'est ouverte en octobre 2012.
- UMD Louis Crocq de l'hôpital Bon Sauveur d'Albi dans le Tarn, ouverte en 2011.
- UMD de Sotteville-lès-Rouen en Seine-Maritime, ouverte en mai 2012. La seconde unité s'est ouverte 6 mois plus tard. Elles se nomment toutes deux Érasme.

## Rôles de la structure
Les UMD ont pour vocation d'accueillir des patients qui ne peuvent pas, ou ne peuvent plus, être pris en charge dans les services de psychiatrie classique. Ces patients arrivent en UMD après des séjours souvent longs en chambres d'isolement. Le rôle des UMD s'exerce à différents niveaux et s'articule dans un cadre thérapeutique élaboré en équipe pluridisciplinaire, sous l'autorité d'un psychiatre hospitalier.

### Rôle contenant
Les patients trouvent des repères fixes pouvant canaliser leur agressivité dans cet univers fermé, voire carcéral des UMD. Les patients hospitalisés en unités pour malades difficiles le sont par arrêté préfectoral par la procédure de SPDRE (soins psychiatriques sur décision du représentant de l'État, auparavant « hospitalisation d'office »). Le placement dans ce milieu hautement sécurisé peut constituer un rappel des limites et s'inscrire dans une démarche thérapeutique. L'unité pour malades difficiles assume également une prise en charge spécifique de la dangerosité de certains patients.
Un infirmier de l'UMD de Cadillac déclarait dans Le Point du 26 septembre 1998 (article « Prison, La nef des fous ») : « Si vous vous approchez sans faire attention et que vous crevez leur bulle, ils vous sautent dessus pour se défendre parce qu'ils se sentent agressés, même si vous leur tendez la main pour dire bonjour. Avec le temps, on sait quand on peut approcher et à quelle distance il faut rester d'un malade qui a trop peur. ». Du côté des usagers, des personnes sorties de ce mode d'enfermement, ou leurs proches, ont pu témoigner du caractère abusif de certaines prises en charge dans de telles unités.

### Rôle thérapeutique
L'UMD doit constituer une prise en charge ponctuelle à des moments difficiles et aigus. Cette prise en charge se concrétise au quotidien par différentes actions de soins, menées en équipe pluridisciplinaire et plus particulièrement marquées au niveau de la fonction infirmière : prise en charge individuelle et de groupe, activités sportives, ergothérapie, sorties thérapeutiques à l'extérieur en gardant à l'esprit la nécessité d'une re-socialisation sans rupture avec le temps et la réalité.
Les UMD accueillent :
- des patients « médico-légaux », déclarés pénalement irresponsables en application de l'article 122-1 du code pénal (ou de l'ancien article 64) ;
- des patients qui présentent des troubles majeurs du comportement que ne peuvent plus contrôler les moyens actuels de surveillance et de soins des unités de secteur en hôpital de psychiatrie générale. Ce sont des patients « perturbateurs » de services psychiatriques traditionnels, placés en soins psychiatriques sur décision du représentant de l’État (SPDRE) par arrêté préfectoral ;
- des détenus condamnés, et transférés d'une détention carcérale en application de l'article D.398 du Code de procédure pénale.

## Textes juridiques
Le décret no 86-602 du 14 mars 1986 relatif à la lutte contre les maladies mentales et à l'organisation de la sectorisation psychiatrique disposait, dans son article 12, que « ne font pas partie des secteurs définis à l'article 1er les unités pour malades difficiles, à vocation inter-régionale, implantées dans un centre hospitalier spécialisé et qui assurent l'hospitalisation à temps complet des patients présentant pour autrui un danger tel que les soins, la surveillance et les mesures de sûreté nécessaires ne puissent être mises en œuvre que dans une unité spécifique... Le fonctionnement de ces unités est déterminé dans les conditions fixées par les dispositions de l'article L. 328 du code de la santé publique. »
Ce décret a été abrogé par le décret pris en Conseil d’État no 2005-840 du 20 juillet 2005 relatif à la sixième partie (dispositions réglementaires) du code de la santé publique et son article 1er a été codifié à l'article R. 3221-6 dudit code, lequel renvoie à l'article L.3222-3 du même code. Cet article a lui-même été complètement refondu, dans le cadre de la loi du 5 juillet 2011 réformant les soins psychiatriques qui a donné, dans cet article, une définition législative aux Unités pour malades difficiles.
L'admission en UMD a été ainsi régie, jusqu'en juillet 2011, par :
- l'arrêté du 14 octobre 1986 relatif au règlement intérieur type des unités pour malades difficiles[13] qui stipulait :

« article 1 : Les patients relevant d'une unité pour malades difficiles doivent présenter pour autrui un danger tel qu'ils nécessitent des protocoles thérapeutiques intensifs adaptés et des mesures de sûreté particulières, mis en œuvre dans une unité spécialement organisée à cet effet.
ces patients doivent dans tous les cas relever des dispositions des articles L 343 à L 349 du code de la santé publique relatifs aux placements d'office, et présenter, en outre, un état dangereux majeur, certain ou imminent, incompatible avec leur maintien dans une unité d'hospitalisation habilitée à recevoir des patients relevant du chapitre III du titre IV de ce même code. »

- la loi no 90-527 du 27 juin 1990, relative notamment à l'hospitalisation d'office[14].
- l'article D 398 du code de procédure pénale : sont transférés en service de psychiatrie les individus responsables pénalement qui présentent des troubles mentaux à connotation de dangerosité en cours d'incarcération et qui ne peuvent pas être soignés en service médico-psychologique régional (SMPR).
- l'article 122-1 du code pénal qui dispose que « la personne qui était atteinte, au moment des faits, d'un trouble psychique ou neuropsychique ayant aboli son discernement ou le contrôle de ses actes ». Une personne bénéficiant d'un non-lieu en raison de son état de défaillance psychique au moment des faits peut être soumise à une obligation de soins en milieu fermé. Ces soins seront dispensés dans les structures d'UMD pour assurer la combinaison entre soins et sécurité.

Puis le régime des Unités pour malades difficiles fut fixé par l'article L.3222-3 précité du code de la santé publique, issu de la loi no 2011-803 du 5 juillet 2011, sur les soins sans consentement, ainsi que par les articles R.3222-1 à R.3222-9 du deuxième décret du 18 juillet 2011, portant application de la loi du 5 juillet 2011, dans sa partie non judiciaire.
Toutefois, l'article L.3222-3 du code de la santé publique a lui-même été abrogé par l'article 11 de la loi no 2013-869, du 27 septembre 2013, modifiant certaines dispositions de la loi no 2011-803 du 5 juillet 2011. Depuis cette abrogation, ce sont les articles R.3222-1 à R.3222-9 précités du décret du 18 juillet 2011, qui régissent seuls le fonctionnement des Unités pour malades difficiles. Celles-ci, dans l'esprit du Législateur de la loi du 27 septembre 2013 relèvent désormais du régime de droit commun des soins sans consentement sur décision du représentant de l'État.
On observera que le Conseil constitutionnel dans une décision du 14 février 2014 sur une question prioritaire de constitutionnalité visant le statut légal des Unités pour malades difficiles, tel qu'énoncé dans l'article L.3222-3 de la loi du 5 juillet 2011, a déclaré cet article conforme à la Constitution, moyennant la résorption opérée par le Législateur, dans le cadre de la loi du 27 septembre 2013, du régime dérogatoire instauré par la loi du 5 juillet 2011 à propos des personnes hospitalisées sans leur consentement en Unités pour malades difficiles.
La sortie du patient d'UMD répond aux critères médico-administratifs prévus dans le décret du 18 juillet 2011 portant application de l'article L.3222-3 (abrogé) du code de la santé publique. La réintégration dans une unité de soins relevant d'un secteur psychiatrique d'origine du patient est préconisée par la commission de suivi médical (CSM), composée de trois médecins psychiatres extérieurs à l'Unité pour malades difficiles et d'un médecin inspecteur de santé. La CSM examine le cas de chaque patient hospitalisé en UMD au moins tous les six mois. La CSM statue sur le bien-fondé d'un maintien ou d'une levée de l'hospitalisation sous contrainte en UMD. Cet avis est transmis au préfet qui prononce par arrêté un éventuel retour du patient dans son unité d'hospitalisation d'origine ou une prolongation du séjour en UMD.

#### Fiction
- Régis Descott, Pavillon 38 (UMD de Villejuif)
- Hervé Bazin, La Tête contre les murs  (UMD de Villejuif)

#### Vidéographie
- « Unité pour malades difficiles : Qui sont les fous que l'on enferme ? (reportage ; réalisateur : Aymone DE CHANTERAC) » (consulté le 8 juin 2022)